# D’Ieteren

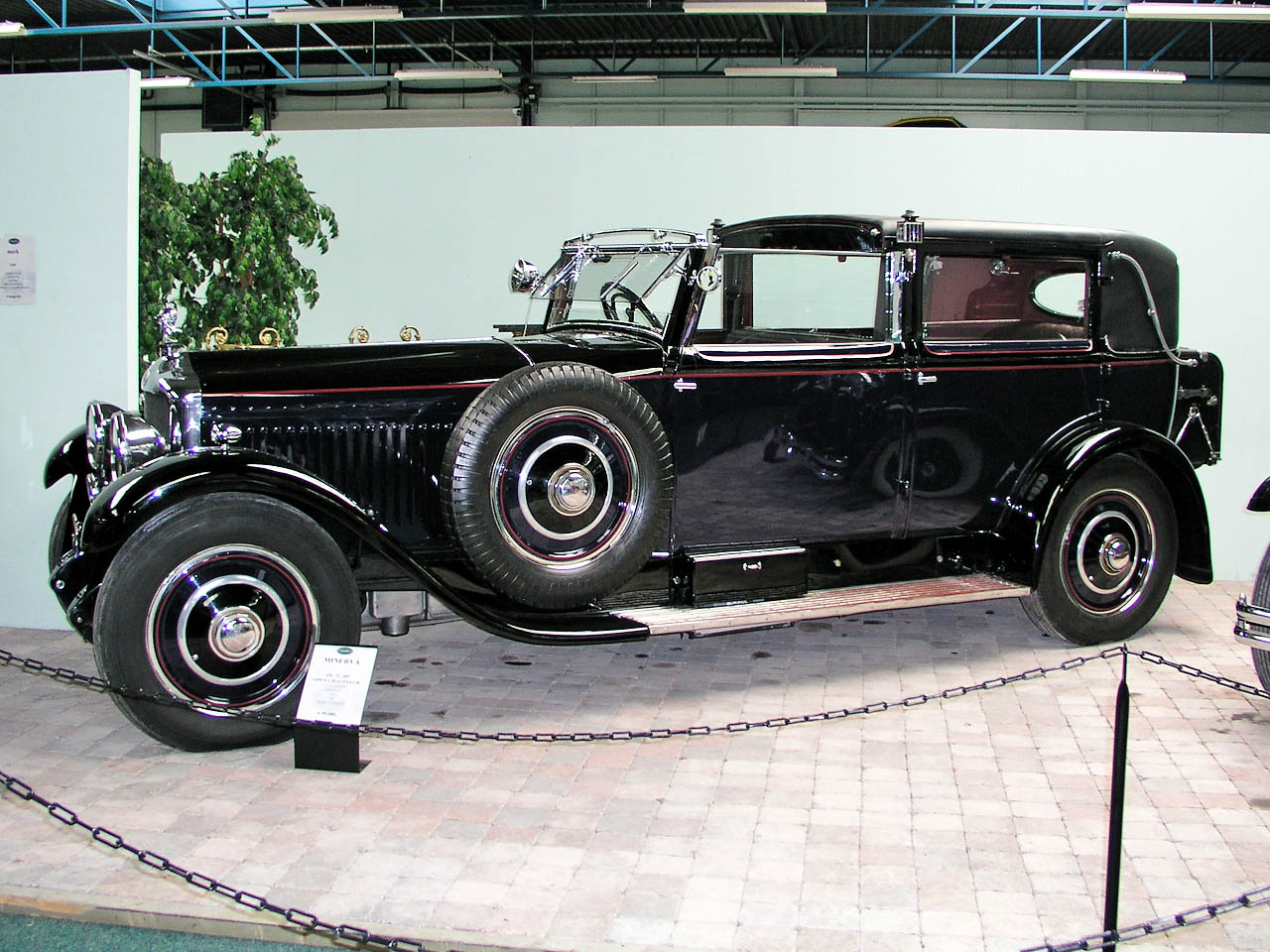
Minerva AK 32 mit Karosserie von D’Ieteren (1928)

Die D’Ieteren SA ist ein börsennotiertes, belgisches Unternehmen mit Sitz in Brüssel, das 1805 von Joseph-Jean D’Ieteren in Brüssel gegründet wurde. Das Unternehmen ist überwiegend im Fahrzeugvertrieb tätig. Die Unternehmensgruppe hat 19 Millionen Kunden in 120 Ländern auf fünf Kontinenten.

## Tätigkeiten
D’Ieteren teilt sich in mehrere Segmente auf:
1. Fahrzeug-Vertrieb für Volkswagen, Audi, Seat, Škoda, Bentley, Lamborghini, Bugatti, Porsche und Yamaha in Belgien (Umsatz von EUR 3,4 Mrd.).[1]
2. Reparatur und Austausch von Fahrzeugglas in Europa, Nordamerika, Brasilien, Australien, Neuseeland durch Belron, namentlich durch die Marken Carglass, junited AUTOGLAS und Autoglass in Europa, Safelite, Auto Glass Specialists, Elite Auto Glass, Diamond Triumph Glass, Lebeau Vitres d’Autos, Speedy Glass, Apple Auto Glass und Duro in Nordamerika, O’Brien in Australien und Smith & Smith in Neuseeland (Umsatz von EUR 3,8 Mrd.).[1][2]
3. Hochwertige Papierwaren der Marke Moleskine (Umsatz von EUR 174 Mio.).[1]
4. Immobilien (Nettomieteinnahmen von EUR 19 Mio.).[1]

## Geschichte
Das Unternehmen D’Ieteren wurde im 19. Jahrhundert von dem Karosseriebaumeister Joseph-Jean D’Ieteren in Brüssel gegründet. Die Gesellschaft hielt Schritt mit der Entwicklung im Transportwesen und entwickelte sich vom Fahrzeuggeschäft zum industriellen Gewerbebetrieb. Anfang des 20. Jahrhunderts begann D’Ieteren, Karosserien für den Export zu produzieren. Später ging es weiter mit Montage und Import von Autos und Lastwagen.
Nach dem Zweiten Weltkrieg erhielt D’Ieteren die exklusiven Importrechte für Studebaker (1945), Volkswagen (1948) und Porsche (1950). Ab 1954 wurde der VW Käfer montiert. Das Geschäft mit der Autovermietung begann 1956 mit dem Verleih des Volkswagen Käfer auf dem belgischen Markt. 1958 bekam D’Ieteren die Avis-Lizenz für Belgien. Das Unternehmen importiert und vertreibt weitere Fabrikate der Volkswagen Gruppe: Audi (1974), Seat (1984), Škoda Auto (1992), Bentley (2000), Lamborghini (2001) und Bugatti (2006), sowie Produkte von Yamaha (1975).
1999 übernahm D’Ieteren gemeinsam mit der Cobepa-Gruppe im Rahmen eines Joint Ventures die Mehrheit am Unternehmen Belron und damit am Weltmarktführer für Reparatur und Austausch von Fahrzeugglas. Im November 2017 wurde ein Anteil von 40 % an Belron an den US-amerikanischen Private-Equity-Investor Clayton, Dubilier & Rice veräußert; das Unternehmen hält fortan 54,1 % von Belron, die unternehmerische Führung liegt aber fortan bei CD&R und dem Management.
Im September 2016 erwarb D’Ieteren erstmals eine Beteiligung von 41 % an Moleskine; dies wurde nach einem öffentlichen Übernahmeangebot Anfang 2017 auf 100 % aufgestockt.